# Liesveld (buurtschap)
Liesveld is een buurtschap in de gemeente Molenlanden, in de Nederlandse provincie Zuid-Holland. Het ligt in het noorden van de gemeente aan de rivier de Lek tussen Groot-Ammers en Gelkenes.
Eind 13e eeuw werd het kasteel Liesveld aan de Lek gebouwd. In 1636 kocht Willem Frederik van Nassau, stadhouder van Friesland, het kasteel en de baronie van Liesveld. Vandaar dat de koning(in) van Nederland zich ook baron(es) van Liesveld mag noemen. Het kasteel is overigens in 1740 afgebroken.
Stad: Nieuwpoort

Dorpen: Arkel · Bleskensgraaf · Brandwijk · Giessenburg · Giessen-Oudekerk · Goudriaan · Groot-Ammers · Hoogblokland · Hoornaar · Kinderdijk · Langerak · Molenaarsgraaf · Nieuw-Lekkerland · Noordeloos · Ottoland · Oud-Alblas · Schelluinen · Streefkerk · Wijngaarden

Buurtschappen: Achthuizen · De Donk · Den Dool · Gelkenes · Gijbeland · Graafland · Hofwegen · Kooiwijk · Liesveld · Minkeloos · Overslingeland · Pinkenveer · Rietveld · Vuilendam · Waal

Zuid-Holland · Steden en dorpen      Nederland: Provincies · Gemeenten